# Michael Tylo
Michael Edward Tylo, né le 16 octobre 1948 à Détroit (Michigan) et mort le 28 septembre 2021 à Henderson (Nevada), est un acteur américain.

## Biographie
Michael Tylo est né à Détroit au Michigan et est le fils d'un plombier d'origine hongroise et d'une mère galloise,.
Parmi ses nombreux rôles dans des feuilletons, il est surtout connu pour son interprétation de Quinton Chamberlain dans Haine et Passion. Il a joué le rôle de 1981 à 1985 et de nouveau de 1996 à 1997.
Il est également apparu dans les séries La Force du destin (dans le rôle de Matt Connolly), General Hospital (Charlie Prince) et Les Feux de l'amour (Blade Bladeson et Rick Bladeson). Il a également fait une brève apparition dans Amour, Gloire et Beauté (Sherman Gale). En plus de ces séries, Tylo a joué plusieurs rôles au cinéma et à la télévision, dont deux saisons dans Zorro (l'Alcade Luis Ramon) et Dee Boot dans la mini-série Lonesome Dove.
Michael Tylo est professeur à temps plein à l'université du Nevada à Las Vegas. Il enseigne dans les départements de cinéma et de théâtre du College of Fine Arts. Il a également joué dans plusieurs productions du Nevada Conservatory Theatre, comme The Prime of Miss Jean Brodie, Twelfth Night et Come Back, Little Sheba.

### Vie privée
Marié en juillet 1987 à l'actrice Hunter Tylo, ils ont trois enfants : un fils, Michael 'Mickey' Tylo Jr. (1988-2007) et deux filles, Izabella Gabrielle Tylo et Katya Ariel Tylo (1996 et 1998). Il a aussi un beau-fils, Christopher 'Chris' Morehart (né en 1980), issu du premier mariage de Hunter Tylo. Ils divorcent en 2005.
Le 18 octobre 2007, son fils se noie accidentellement dans la piscine familiale à Henderson (Nevada).
Il se remarie le 10 janvier 2010. Il a une nouvelle fille, Koko, le 7 février 2012.
Il meurt à Henderson, au Nevada le 28 septembre 2021, à l'âge de 72 ans.

## Filmographie

### Cinéma
- 1973 : S.O.S. Black Guns (Detroit 9000) par Arthur Marks
- 1995 : The Misery Brothers par Lorenzo Doumani : Ministre
- 2000 : Intrepid par John Putch : Tony Hersh
- 2001 : Vegas, City of Dreams par Lorenzo Doumani : Gustav
- 2001 : Longshot par Lionel C. Martin : Directeur général
- 2001 : Mon copain Mac, héros des étoiles (Race to Space) par Sean McNamara : technicien
- 2002 : Les Aventures de Mister Deeds (Mr. Deeds) par Steven Brill : homme d'affaires au restaurant
- 2009 : Prototype par Michael Reilly : Père Bruce Castle
- 2012 : Little Monsters par David Schmoeller : professeur d'art
- 2012 : Stealing Las Vegas par Francisco Menéndez : Berk Rockett

### Télévision

#### Téléfilms
- 1993 : Perry Mason : Baiser mortel (Perry Mason: The Case of the Killer Kiss) par Christian I. Nyby II : Evan King
- 2004 : Ils sont parmi nous (They Are Among Us) par Jeffrey Obrow : amant de June

#### Séries télévisées
- 1980 : Another World : Lord Peter Belton / Peter (épisodes 4148 et 4165)
- 1981-1984 : Haine et Passion (The Guiding Light) : Quinton Chamberlain
- 1987 : La Force du destin (All My Children) : Matt Connolly
- 1989 : Hôpital central (General Hospital) : Charlie Prince
- 1989 : A Man Called Hawk
- 1989 : Lonesome Dove : Dee Boot
- 1990-1991 : Zorro : Alcade Luis Ramon / Vincente Ramon
- 1991 : Gabriel Bird : Daniel Kelly
- 1992-1995 : Les Feux de l'amour (dans 51 épisodes)
- 1996 : Arabesque (Murder, She Wrote) : Sonny (saison 12, épisode 15)
- 1997 : Mike Hammer, Private Eye : Craig Sanderson (saison 1, épisode 7)
- 2000 : Amour, gloire et beauté (The Bold and the Beautiful) : Sherman Gale (6 épisodes)
- 2001 : La Guerre des Stevens (Even Stevens) : Dave Woods (saison 2, épisode 3)
- 2014 : Nightwing: The Series (mini-série) : voix de Deathstroke